# IEEE Transactions on Industrial Electronics
IEEE Transactions on Industrial Electronics is een internationaal, aan collegiale toetsing onderworpen wetenschappelijk tijdschrift op het gebied van de regeltechniek. De naam wordt in literatuurverwijzingen meestal afgekort tot IEEE Trans. Ind. Electron. Het wordt uitgegeven door Institute of Electrical and Electronics Engineers en verschijnt tweemaandelijks.